# Majdan Borowski Drugi
Majdan Borowski Drugi – wieś w Polsce, położona w województwie lubelskim, w powiecie krasnostawskim, w gminie Rudnik.
W latach 1975–1998 wieś administracyjnie należała do województwa zamojskiego.
Wieś wchodzi w skład  sołectwa – Majdan Kobylański. Według Narodowego Spisu Powszechnego (III 2011 r.) wieś liczyła 24 mieszkańców.